# Murlīganj
Murlīganj är en ort i Indien.   Den ligger i distriktet Madhepura och delstaten Bihar, i den nordöstra delen av landet, 1 000 km öster om huvudstaden New Delhi. Murlīganj ligger 51 meter över havet och antalet invånare är 23 843.
Terrängen runt Murlīganj är mycket platt. Runt Murlīganj är det tätbefolkat, med 881 invånare per kvadratkilometer. Närmaste större samhälle är Shankarpur, 19,5 km nordväst om Murlīganj. Trakten runt Murlīganj består till största delen av jordbruksmark.